# 太陽の船 ソルビアンカ
『太陽の船ソルビアンカ』（たいようのふねソルビアンカ、英: SOL BIANCA The Legacy）は、1999年にAIC、パイオニアLDC（現：NBCユニバーサル・エンターテイメントジャパン）により製作されたOVA。
『ソル・ビアンカ』の世界観を引き継ぎつつも、前2作とは連続しない独立したストーリーを持ったリメイクに近い形で制作された。日本とアメリカ合衆国でフルデジタル製作され、サイバーとアール・ヌーヴォー調の入り混じる独特のビジュアルを持つサイバーパンク的な宇宙海賊物となっている。

## あらすじ
地球人類は恒星間航行技術を手に入れ、地球から脱出し宇宙に進出、植民を行い宇宙開拓時代を迎えた。
それから数百年が経ち、宇宙開拓時代は終わって植民惑星の中には、一般市民レベルでは交通が途絶した星もあった。そして、母なる地球は音信不通のままだった。
開拓時代に造られた宇宙海賊船ソルビアンカで活躍する女宇宙海賊エイプリルは、最強の海賊の証である古のオーパーツ『フリントロック』ピストルを盗まれてしまう。エイプリルはじめソルビアンカクルー一行は、その『フリントロック』が、ある惑星で闇オークションに掛けられることを知り潜入。過去のいきさつから『フリントロック』の入手を狙うギュンター率いる地球軍が踏み込んだどさくさにまぎれて、大立ち回りの末『フリントロック』を取り返した。
この時、ソルビアンカを留守にしていた間に、少女メイヨが密航していた。が、既にお尋ね者となった彼女たちは、その星に戻るわけにも行かず、「オーパーツ」を求め海賊稼業を行いながらメイヨの両親がいると言う「夢の星」地球を目指すこととなる。が、彼女たちを待っていたのは、ソルビアンカ自体を「オーパーツ」として捕獲を狙う地球軍の総攻撃、そしてメイヨの両親の死という、過酷な「現実」だった。
また、自由気ままだが先の見えない海賊暮らしに不安を感じ始めた最年長のフェブが一味を離脱、こともあろうにギュンターの手に落ちてしまう。

## 船の特徴
白色で船首に行くほど扁平で滑らかな、全没型水中翼船に類似した形状の船体であり、後部には水中翼状の構造物がある。後部には艦橋構造物のような構造物があるが境界ははっきりせず、船首部には太陽（この世界では『ソル』と呼ばれている）をモチーフにした図案が描かれている。船体中央部上下に主砲など兵器が設置され、戦闘時は帆のような構造物がせり出してくる。ブリッジはサイバーな雰囲気を持っている一方、居住区の内装はメカメカしさがない。
また船の航行や兵器などは、半透明の女神の姿をした人工知能『G』によって制御され、原理不明であるが自己修復機能もあるようだ。起動メッセージ中に『バイオリアクター』『プロトプラストシステム』などが表示されることから、バイオテクノロジーか生物の仕組みを模した技術の存在が伺われる。船体をワープのためのフィールドで包み光速を越えるスタートレックに類似したスタイルの超光速航行を行うことができる。宇宙開拓時代に建造され、その後宇宙空間に放棄されて数百年漂流していたが、エイプリルの故郷の惑星の近くに漂着し、エイプリルに拾われ、以降は宇宙海賊船として使用されている。

## 寄港地
フリントロックがオークションに出されていた惑星
惑星としての固有名は作中では言及されていないようである。文化はスペイン系。一般市民は中世風の街並みに暮らし、産業革命前の科学水準レベルで、一般市民には数百年以上他の星との行き来がないことになっている。街の沖合には、オークション会場となった施設（名称は「ホテル エル・エスコリアル」）などが設置されている島があるが、実はこの惑星をテラフォーミングした際の作業基地であり、ある程度飛行することもできる。島の街から見えない反対側には、宇宙船の発着施設があり密かに宇宙船が発着している。
惑星コンスエグラ
古代遺跡「メガシード」があり、何らかの研究が行われていたようであるが、今では廃墟となり、オーパーツの噂が絶えない。内部には『インディ・ジョーンズ/最後の聖戦』の最後の砦のトラップに類似したトラップがあり、数々の冒険者が死んでいる。HEAVENと呼ばれる中心部にはボイドとフロールの遺体を納めた棺がある。これらのトラップはダンテの『神曲』をそのままなぞっている。また、メガシードの周囲には宇宙開拓時代の街並みがあるが、同様に廃墟となっている。
惑星トップアイランド
近代的で大きな街があり、宇宙港も設置されている。文化は現代アメリカ系。大統領は女性である。『ロボコップ』のように警察が民営化された治安が悪い世界であったが、ソルビアンカ乗っ取り事件を機に再公営化されることとなった。
海賊衛星ガリアンズ
近辺の宇宙海賊が拠点とする人工天体あるいは宇宙要塞であり、中には歓楽街や海賊をテーマにしたテーマパークがあり、グッズなども販売されている。
地球
本作に登場する地球（遙か未来と思われる）はダイソン球に似た「シェル」と呼ばれる構造物に覆われており、地球本体は荒涼とした不毛の大地が広がっており、地上に生物はいない。いわゆる「地球人」は、「シェル」上の都市「ロータス」で暮らしている。
しかし、その真の姿は文字通りシェルで「覆い隠され」、一般には地球は今なお緑の星、夢の星と思われている（ラミーら地球の一般人でさえ、記憶操作を施されてそう信じさせられている）。真の姿を知るのはギュンターやセゴビアら上層部のごく一部だけである。

## 登場人物

### ソルビアンカ
エイプリル
声 - 松本梨香
直情径行形で姉御肌。フェブがリーダーらしいことをしないので、リーダーをしている。金髪蒼眼であり、白人が祖先と思われる。
フェブ
声 - 榊原良子
エイプリルより年上で最年長だが、リーダーらしいことは何一つしない。日常を怠惰的な態度で過ごしている上に女の本能のまま行動する傾向で酒と男にだらしないが、戦闘機乗りとしての腕は非常に高い。武器の扱いは苦手である。
ジュン
声 - 宮島依里
主にソルビアンカの操縦を担当。『G』と精神を直接接続して意思疎通ができる。ギャル系の奔放娘であり、自室にはなぜか急須など日本的なものが置かれている。武器の扱いは苦手である。
ジャアニとは犬猿の仲だが、メイヨとは実の姉妹のように仲がいい。
ジャアニ
声 - サエキトモ
短髪であらゆる武器・兵器の扱いに精通し、格闘にも長ける生真面目な武闘派。自室には、トレーニングジムがあり、船内でランニングをしていたり、いつも体を鍛えておりボディビルダーのような体格である。主に戦闘を担当し、上陸時には重火器を扱うことも多い。
メイヨ
声 - 小西寛子
携帯電話を使っていたジュンの後にどさくさに紛れてついていって洞窟に入り迷い込んだ末、そこに隠されていたソルビアンカに密航した少女。普段は船内のホログラムルームからバーチャルリアリティの小学校に通学している。無口で内気だが、ジュンにだけはなついている。

### 地球軍
ギュンター
声 - 壌晴彦
地球軍司令、階級は大佐。エイプリルのフリントロックと瓜二つのフリントロックを持ち、何かこだわりを持ってソルビアンカを追い、自らの手で葬ろうとする。いつも金縁のサングラスをかけている。
ラミー
声 - 小杉十郎太
ギュンターの腹心の部下。チームブルーコメットの隊長。
セゴビア
声 - 堀勝之祐
地球軍提督。オーパーツとしてソルビアンカの捕獲を狙い、ソルビアンカのシステムの乗っ取りに成功するも、事を焦りすぎてギュンターに裏切られる。

### その他の人物
サンチョ
声 - 山寺宏一
人工知能。普段はジュンの指輪の中におり、ハクション大魔王のようなホログラムで表示される。惑星コンスエグラの要塞メガシード攻略・脱出に活躍。
ボイド
声 - 置鮎龍太郎
元々は研究者としてフロールとともにコンスエグラにやってきたが、研究は失敗に終わりだが、その一部はソルビアンカの建造に活かされているらしく、失意のうちに死亡した。その後はメガシードのコンピューターに人格を移されソフトウェアというより亡霊として存在する。オーパーツの噂を流してはメガシードに入ってきた冒険者をダンテの『神曲』に見立てたトラップにかけて殺していた。ギュンターの台詞からはソルビアンカに関わっていたようである。
フロール
声 - 岩男潤子
ボイドと共にコンスエグラにやってきた。死後、コンピューターの中に人格と記憶を移されソフトウェア（というよりボイド同様の亡霊）として存在している。ボイドの殺人行為を悲しみ何とか止めようとする。
ブースター
声 - 三木眞一郎
脳を強化し、額に鬼のような角の付いた超能力者・改造人間でテロリスト。途中立ち寄った惑星トップアイランドでソルビアンカの制御システムに侵入して船自体を乗っ取り、大統領暗殺テロを企てる。ありとあらゆるコンピューターや電子機器に侵入して自由自在に操作でき、ジャアニが持ち込んだコンピューター制御式の武器も無力化する一方、宇宙開拓時代の銃であるフリントロックには侵入できなかった。
グェン
声 - 大塚明夫
民間のセキュリティーサービスと名乗るスキンヘッドの男性。ブースター同様脳改造を受けていると思われる描写がある。実はブースターとは実の兄弟。
パーシー
声 - うえだゆうじ
途中立ち寄った海賊衛星ガリアンズを根城にする宇宙海賊。第4話以降エイプリルと行動を共にする。

## スタッフ
- 監督 - 越智博之
- 脚本 - 三井秀樹
- キャラクターデザイン - 恩田尚之
- メカニックデザイン - 寺岡賢司（#1・#2）、竹内志穂（#3）、渡辺浩二
- ソルビアンカデザイン - 竹内敦志
- 色彩設計 - 中山久美子
- 美術監督 - 須江信人
- 映像合成監督 - あおき武
- 3Dモデリング&アニメーション - 志村聡
- 編集 - 大竹弥生
- 音響監督 - たなかかずや（第5話までは田中一也名義）
- サウンドデザイン - 潮晴男
- 音楽 - 長岡成貢
- プロデュース - 森尻和明
- プロデューサー - 川瀬浩平、Yuji Moriya、井上博明、隈部昌一、吉田悟
- 制作 - AIC
- 製作 - パイオニア、パイオニアLDC、PIONEER ENTERTAINMENT (USA) LP.

## 主題歌
「TO BE FREE」
作詞：Marie Cochrane / 作曲：長岡成貢 / 編曲：長岡成貢 / 歌：stella furst / 演奏：スロヴァキア・フィルハーモニー管弦楽団

## 各話リスト
| 話数  | サブタイトル               | 脚本     | 絵コンテ | 演出     | 作画監督                  | 総作画監督 |
| ----- | -------------------------- | -------- | -------- | -------- | ------------------------- | ---------- |
| 第1話 | EL EMBLEMA 〜紋章〜        | 三井秀樹 | 越智博之 | 南康宏   | 恩田尚之 渡辺浩二（メカ） | -          |
| 第2話 | LA REMINISCENCIA 〜記憶〜  | 三井秀樹 | 越智博之 | 中川聡   | 金紀杜                    | 恩田尚之   |
| 第3話 | EL ARREGLO 〜掃除人〜      | 三井秀樹 | 越智博之 | 吉田徹   | 筱雅律 渡辺浩二（メカ）   | 恩田尚之   |
| 第4話 | L'AMOUREUX 〜恋人たち〜    | 三井秀樹 | 越智博之 | 中沢一登 | 田中孝弘                  | 恩田尚之   |
| 第5話 | LA TIERRA 〜地球〜         | 三井秀樹 | 越智博之 | 秋山勝仁 | 筱雅律                    | 恩田尚之   |
| 第6話 | BARCO DEL SOL 〜太陽の船〜 | 三井秀樹 | 越智博之 | 越智博之 | 北爪宏幸 渡辺浩二（メカ） | 恩田尚之   |

## その他
オープニングテーマ「TO BE FREE」には、当時としては珍しくフルオーケストラを使用し、ヴォーカルのstella furstもオーストリアのオペラ歌手である。演奏はスロヴァキア・フィルハーモニー管弦楽団（Slovak Philharmonic）だが、エンディングの字幕では「SOLVAC」と誤植されている。
サブタイトルやシステム起動時のメッセージ（¡Hola!,英語のHello!に相当）、登場人物の名前などに、スペイン語に由来するものが見受けられる。
本作に於ける「オーパーツ」は、本義である「場違いな出土物」ではなく、先文明である宇宙開拓時代に由来する失われた技術やその産物をさしており、どちらかと言うと概念的にはオーバーテクノロジーに近い。
大林憲司によるノベライズ「太陽の船ソルビアンカ―氷の戦艦」がファミ通文庫から出ていたが、現在は絶版（イラストは恩田尚之）。